# Rozval Roswell
Rozval Roswell (v anglickém originále Roswell That Ends Well) je epizoda třetí série seriálu Futurama. Poprvé byla vysílána dne 9. prosince 2001 stanicí Fox. Tato epizoda získala cenu Emmy. Děj se točí kolem náhodného cestování v čase, který vyústí v Roswellský incident (1947).

## Děj
Když se srazí vesmírná loď Planet Express se Supernovou, tak se stane chyba v časoprostoru a celá posádka se vrátí do roku 1947, kousek od americké základny u městečka jménem Roswell. Fry si vzpomíná, že zrovna tam sloužil jeho dědeček Ignac a chce ho přinutit, aby z armády odešel, protože kdyby se mu něco stalo, tak by se Fry vůbec nemusel narodit, ale profesor Farnsworth ho varuje, že za žádnou cenu nesmí měnit minulost pokud ovšem to minulost po něm nevyžaduje. Vojáci objeví Benderovo tělo a Zoidberga a začnou je zkoumat.
Profesor Farnsworth s Leelou se snaží koupit mikrovlnnou troubu, aby se mohla posádka Planet Expressu vrátit dostat zpět do 31. století. Hledání je neúspěšně, protože první mikrovlnné trouby určené pro domácnosti byly až v roce 1955.
Mezitím Fry způsobí smrt svého údajného dědečka Ignáce, ale Fry stále existuje. Poté zajde do kavárny, kde pracovala jeho babička Mildred. Nakonec z toho vyvozuje, že jelikož je stále naživu, tak v tom případě Mildred nemůže být jeho babička. Když ho zbytek skupiny najde, profesor trvá na tom, že Mildred je opravdu Fryova babička. Fry si uvědomí, že on je teď svým vlastním dědečkem a začne panikařit. Profesor se vzdá vměšování, protože je málo času na návrat do 31. století.
Posádka vesmírné lodi Planet Expressu zaútočí na leteckou základnu a ukradnou mikrovlnný satelit. Fry a Leela se snaží zachránit Zoidberga z pitvy, zatímco profesor se snaží zachránit Benderovo tělo. Jak posádka opouští zemskou atmosféru Benderova hlava vypadne z lodi. V 31. století Fry naříká nad ztrátou Bendera, dokud si neuvědomí, že jeho hlava musí být stále v Novém Mexiku. Posádka se vrací do Roswellu s detektorem kovů a objeví Bendera.